# Campionati del mondo di atletica leggera 2013 - 3000 metri siepi maschili

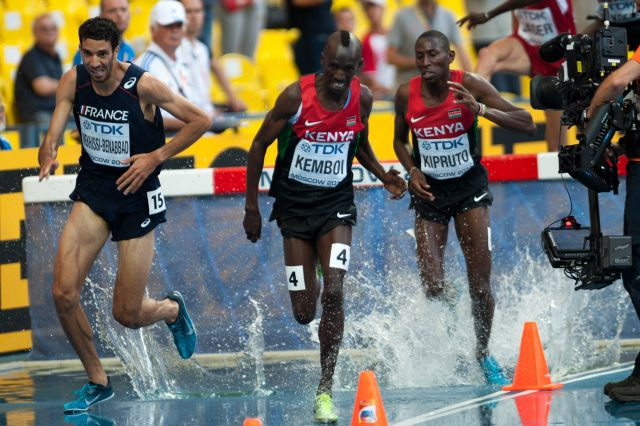
Mahiedine Mekhissi-Benabbad (bronzo), Ezekiel Kemboi (oro), Conseslus Kipruto (argento).

La gara dei 3000 metri siepi maschili si è svolta tra lunedì 12 agosto e giovedì 15 agosto 2013.

## Podio
| Pos.    | Atleta                      | Nazionalità | Tempo   |
| ------- | --------------------------- | ----------- | ------- |
| Oro     | Ezekiel Kemboi              | Kenya       | 8'06"01 |
| Argento | Conseslus Kipruto           | Kenya       | 8'06"37 |
| Bronzo  | Mahiedine Mekhissi-Benabbad | Francia     | 8'07"86 |

## Situazione pre-gara

### Record
Prima di questa competizione, il record del mondo (WR) e il record dei campionati (CR) erano i seguenti.
| Record                | Prestazione | Atleta                    | Data                               | Competizione              |
| --------------------- | ----------- | ------------------------- | ---------------------------------- | ------------------------- |
| Record mondiale       | 7'53"63     | Saif Saaeed Shaheen Qatar | 3 settembre 2004 Bruxelles, Belgio |                           |
| Record dei campionati | 8'00"43     | Ezekiel Kemboi Kenya      | 18 agosto 2009 Berlino, Germania   | Campionati del mondo 2009 |

### Campioni in carica
I campioni in carica, a livello mondiale e olimpico, erano:
| Campione | Atleta               | Prestazione | Data                                   | Competizione               |
| -------- | -------------------- | ----------- | -------------------------------------- | -------------------------- |
| Olimpico | Ezekiel Kemboi Kenya | 8'18"56     | 5 agosto 2012 Londra, Regno Unito      | Giochi della XXX Olimpiade |
| Mondiale | Ezekiel Kemboi Kenya | 8'14"85     | 1º settembre 2011 Taegu, Corea del Sud | Campionati del mondo 2011  |

### La stagione
Prima di questa gara, gli atleti con le migliori tre prestazioni dell'anno erano:
| Pos. | Atleta                              | Prestazione | Data                          |
| ---- | ----------------------------------- | ----------- | ----------------------------- |
| 1    | Ezekiel Kemboi Kenya                | 7'59"03     | 6 luglio 2013 Parigi, Francia |
| 2    | Mahiedine Mekhissi-Benabbad Francia | 8'00"09     | 6 luglio 2013 Parigi, Francia |
| 3    | Conseslus Kipruto Kenya             | 8'01"16     | 18 maggio 2013 Shanghai, Cina |

## Risultati
| LEGENDA: | NR | Record Nazionale | PB | Primato personale | SB | Primato stagionale |

### Batterie
Qualificazione: i primi tre di ogni serie (Q) e i sei tempi migliori tra gli esclusi (q) si qualificano alla finale.
| Pos. | Batteria | Nome                        | Nazionalità   | Tempo   | Note                                     |
| ---- | -------- | --------------------------- | ------------- | ------- | ---------------------------------------- |
| 1    | 1        | Mahiedine Mekhissi-Benabbad | Francia       | 8:15.43 | Q                                        |
| 2    | 1        | Matthew Hughes              | Canada        | 8:16.93 | Q,                                       |
| 3    | 1        | Abel Mutai                  | Kenya         | 8:19.15 | Q                                        |
| 4    | 1        | Ángel Mullera               | Spagna        | 8:19.26 | q,                                       |
| 5    | 1        | Ion Luchianov               | Moldavia      | 8:19.64 | q,                                       |
| 6    | 1        | Benjamin Kiplagat           | Uganda        | 8:21.14 | q                                        |
| 7    | 3        | Conseslus Kipruto           | Kenya         | 8:22.31 | Q                                        |
| 8    | 3        | Paul Kipsiele Koech         | Kenya         | 8:22.88 | Q                                        |
| 9    | 3        | Yoann Kowal                 | Francia       | 8:23.74 | Q                                        |
| 10   | 2        | Evan Jager                  | Stati Uniti   | 8:23.76 | Q                                        |
| 11   | 2        | Ezekiel Kemboi              | Kenya         | 8:23.84 | Q                                        |
| 12   | 2        | Noureddine Smaïl            | Francia       | 8:24.05 | Q                                        |
| 13   | 3        | Hamid Ezzine                | Marocco       | 8:24.35 | q                                        |
| 14   | 2        | Jacob Araptany              | Uganda        | 8:24.53 | q                                        |
| 15   | 2        | Alex Genest                 | Canada        | 8:24.56 | q                                        |
| 16   | 2        | José Peña                   | Venezuela     | 8:24.88 |                                          |
| 17   | 1        | Abdelmadjed Touil           | Algeria       | 8:25.89 |                                          |
| 18   | 2        | Steffen Uliczka             | Germania      | 8:28.32 |                                          |
| 19   | 3        | De'Sean Turner              | Stati Uniti   | 8:28.44 |                                          |
| 20   | 3        | Hicham Bouchicha            | Algeria       | 8:28.56 |                                          |
| 21   | 1        | Ilgizar Safiullin           | Russia        | 8:28.65 | Miglior prestazione personale            |
| 22   | 3        | Habtamu Fayisa              | Etiopia       | 8:29.08 |                                          |
| 23   | 3        | Chris Winter                | Canada        | 8:29.36 |                                          |
| 24   | 3        | Mitko Tsenov                | Bulgaria      | 8:32.49 |                                          |
| 25   | 3        | Sebastián Martos            | Spagna        | 8:32.63 |                                          |
| 26   | 2        | Roberto Alaiz               | Spagna        | 8:33.32 |                                          |
| 27   | 1        | Vadym Slobodenyuk           | Ucraina       | 8:33.60 |                                          |
| 28   | 1        | Tareq Mubarak Taher         | Bahrein       | 8:34.32 | Miglior prestazione personale stagionale |
| 29   | 1        | Mateusz Demczyszak          | Polonia       | 8:34.60 |                                          |
| 30   | 3        | Tarık Langat Akdağ          | Turchia       | 8:34.97 |                                          |
| 31   | 2        | James Wilkinson             | Gran Bretagna | 8:35.07 |                                          |
| 32   | 1        | Jaouad Chemlal              | Marocco       | 8:36.29 |                                          |
| 33   | 3        | Patrick Nasti               | Italia        | 8:36.42 |                                          |
| 34   | 1        | Daniel Huling               | Stati Uniti   | 8:37.80 |                                          |
| 35   | 2        | Roba Gari                   | Etiopia       | 8:45.06 |                                          |
|      | 1        | Yuri Floriani               | Italia        | dq      |                                          |
|      | 2        | Jamel Chatbi                | Italia        | dq      |                                          |
|      | 2        | Abdelhamid Zerrifi          | Algeria       | dq      |                                          |
|      | 3        | Krystian Zalewski           | Polonia       | dq      |                                          |
|      | 2        | Mohammed Boulama            | Marocco       | dnf     |                                          |
|      | 3        | Timothy Toroitich           | Uganda        | dns     |                                          |

### Finale
| Pos. | Nome                        | Nazionalità | Tempo   | Note |
| ---- | --------------------------- | ----------- | ------- | ---- |
|      | Ezekiel Kemboi              | Kenya       | 8:06.01 |      |
|      | Conseslus Kipruto           | Kenya       | 8:06.37 |      |
|      | Mahiedine Mekhissi-Benabbad | Francia     | 8:07.86 |      |
| 4    | Paul Kipsiele Koech         | Kenya       | 8:08.62 |      |
| 5    | Evan Jager                  | Stati Uniti | 8:08.67 |      |
| 6    | Matthew Hughes              | Canada      | 8:11.64 |      |
| 7    | Abel Mutai                  | Kenya       | 8:17.04 |      |
| 8    | Yoann Kowal                 | Francia     | 8:17.41 |      |
| 9    | Hamid Ezzine                | Marocco     | 8:19.53 |      |
| 10   | Ion Luchianov               | Moldavia    | 8:19.99 |      |
| 11   | Ángel Mullera               | Spagna      | 8:20.93 |      |
| 12   | Jacob Araptany              | Uganda      | 8:25.86 |      |
| 13   | Alex Genest                 | Canada      | 8:27.01 |      |
| 14   | Benjamin Kiplagat           | Uganda      | 8:31.09 |      |
|      | Noureddine Smaïl            | Francia     | dnf     |      |